# Gruppo Sportivo Fiorenzuola 83ª Legione M.V.S.N. 1930-1931
Questa voce raccoglie le informazioni riguardanti il Gruppo Sportivo Fiorenzuola 83ª Legione M.V.S.N. nelle competizioni ufficiali della stagione 1930-1931.

## Rosa
| N. |                   | Ruolo | Calciatore        |
| -- | ----------------- | ----- | ----------------- |
|    | Italia (bandiera) | C     | Ampollini         |
|    | Italia (bandiera) | D     | Corini            |
|    | Italia (bandiera) | A     | Sigfrido Costa    |
|    | Italia (bandiera) | A     | Giuseppe Gavazzi  |
|    | Italia (bandiera) | D     | Luigi Gavazzi     |
|    | Italia (bandiera) | A     | Pietro Gavazzi    |
|    | Italia (bandiera) | P     | Emilio Giovannini |
|    | Italia (bandiera) | C     | Illari            |

| N. |                   | Ruolo | Calciatore          |
| -- | ----------------- | ----- | ------------------- |
|    | Italia (bandiera) | C     | Mangia              |
|    | Italia (bandiera) | C     | Parmigiani          |
|    | Italia (bandiera) | A     | Pastorini           |
|    | Italia (bandiera) | D     | Pighi               |
|    | Italia (bandiera) | D     | Rabaiotti           |
|    | Italia (bandiera) | A     | Giovanni Rastelli   |
|    | Italia (bandiera) | C     | Vincenzo Torricella |